# French Toast Crunch
French Toast Crunch est une marque de céréales pour le petit-déjeuner lancée au milieu des années 1990 par General Mills. Elles ont la saveur du pain perdu. Elles furent d'abord confectionnées en forme de petites tranches de pain perdu avant que General Mills ne décide de changer leur apparence pour les rapprocher des Cinnamon Toast Crunch, de fins carrés gaufrés saupoudrés de cannelle et de sucre. C'est au moment de leur retour sur le marché qu'elles retrouvent leur apparence d'origine.
En 2006, General Mills suspend la vente des French Toast Crunch aux États-Unis. Confrontée à la demande générale, l'entreprise reprend toutefois leur commercialisation le 5 décembre 2014.
Durant cet arrêt temporaire, les French Toast Crunch continuèrent d'être fabriquées et vendues au Canada sous le nom de « French Toast Crunch » ou « Croque pain doré ». La version canadienne restait fidèle à la recette et à l'apparence d'origine des céréales. Elles sont disponibles dans la plupart des grands magasins tels que Walmart, Kroger, Target et Costco.

## Histoire
Les premières publicités américaines pour les French Toast Crunch apparaissent en décembre 1994, bien que la couverture médiatique de l'époque tende à indiquer qu'elles furent lancées au milieu du mois d'octobre ou de novembre 1996,,.
Les French Toast Crunch sont décrites comme des céréales au maïs sucrées et croustillantes. À l'origine, elles prennent l'apparence de petites tranches de pain perdu, puis deviennent des carrés incurvés pour ressembler aux Cinnamon Toast Crunch.

## Retrait du marché puis retour
En 2006, les French Toast Crunch furent retirées de la vente aux États-Unis, mais continuèrent d'être commercialisées au Canada et en Australie.
Le 5 décembre 2014, General Mills annonça la reprise de la production nationale de French Toast Crunch aux États-Unis d'ici la fin du mois de janvier 2015. D'ici là, les céréales ne seraient disponibles que dans certains supermarchés spécifiques. Elles reprirent leur apparence d'origine, redevenant ainsi des petites tranches de pain plutôt que de simples carrés.
Le communiqué publié sur le site Internet de General Mills au sujet du retour de ces céréales déclarait notamment :
« Le débat suscité chez nos consommateurs et leur souhait de voir revenir ce produit nous ont fortement impressionnés. Parce que nous restons à leur écoute, c'est avec plaisir que nous le proposons de nouveau. »